# Теодосије Глушицки
Теодосије Глушицки - преосвећени Руске православне цркве; живео у 15. веку.

## Биографија
О Теодосијевом детињству и световном животу није сачувано готово никаквих података, а каснији биографски подаци о њему су веома оскудни и фрагментарни. Сматра се учеником монаха Дионисија, који је основао манастир Глушицки Сосновецки Претеча у Вологдској губернији. У овом манастиру Теодосије је провео највећи део свог живота као подвижник.
Година смрти Теодосија Глушицког је непозната; његове мошти почивајуу Глушицком манастиру.
Успомена на светитеља одаје се 12. октобра; и у недељу 3. по Духовима у Саборном храму Вологдских светитеља.